# Leiophron madagascariensis
Leiophron madagascariensis är en stekelart som först beskrevs av Granger 1949.  Leiophron madagascariensis ingår i släktet Leiophron och familjen bracksteklar. Inga underarter finns listade i Catalogue of Life.